# Perlato di Sicilia
Il perlato di Sicilia è un marmo estratto dalle cave di Custonaci in provincia di Trapani.
Si è formato nel Cretacico.

## Caratteristiche
Denominato anche Botticino di Sicilia, presenta un fondo di colore avorio chiaro arabescato marrone con tonalità più o meno scure e con chiazze di calcite che richiamano l'interno madreperla delle conchiglie.

### L'attività marmifera
Si ricava principalmente a Custonaci, noto per l'importante attività di estrazione marmifera. Si contano circa duecento cave di marmo nel territorio tra Monte Cofano e Monte Sparagio, su una superficie di tre chilometri quadri.
È esportato in tanti Paesi e in particolare è molto richiesto nella penisola arabica.
Questo marmo si trova, seppur in quantità piccola, all'interno della Basilica di San Pietro a Città del Vaticano e in altri monumenti di notevole importanza artistica.